# Palazzo Carafa della Spina
El Palazzo Carafa della Spina es un edificio monumental de Nápoles, Italia. Está situado en Spaccanapoli, en pleno centro histórico de la ciudad.

## Historia
A finales del siglo XVI, Fabrizio Carafa della Spina, príncipe de Butera y Roccella, adquirió un palacete con jardín, propiedad de Andrea Matteo IV Acquaviva d'Aragona (1570-1647), segundo príncipe de Caserta, y lo derribó para levantar un nuevo edificio, probablemente diseñado por Domenico Fontana.
En la época barroca el edificio fue reformado y renovado en el siglo XVIII. También se produjo la renovación de la monumental portada, atribuida a los arquitectos Martino Buonocore o a Ferdinando Sanfelice (autor de la portada del cercano Palazzo Filomarino, con la que comparte algunas similitudes estilísticas).

## Descripción

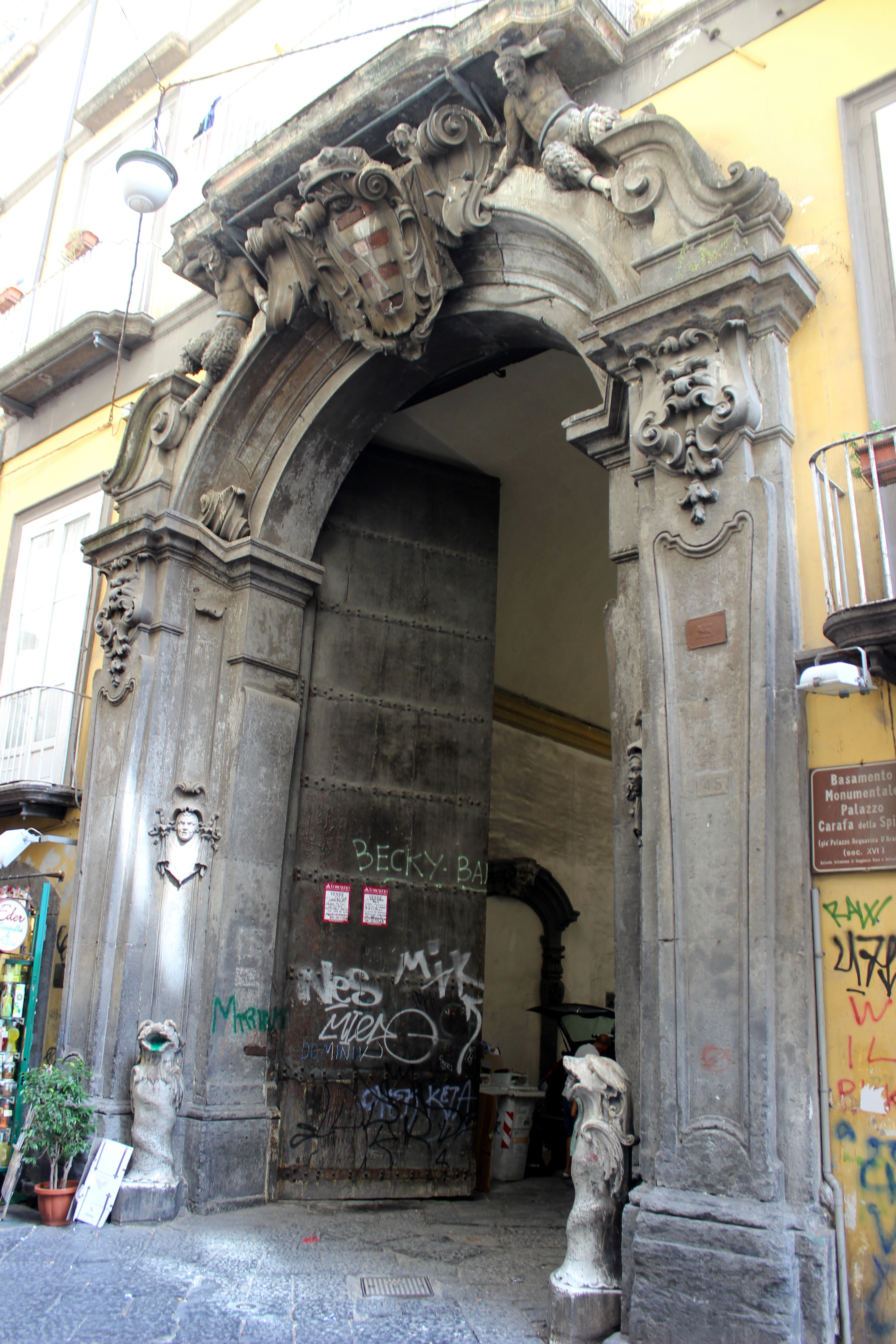
La portada.

El edificio alberga una de las más imponentes portadas del siglo XVIII de Nápoles; es de roca piperno y se caracteriza por las macizas impostas con molduras terminandas en mascarones en altorrelieve. En el capitel marcapiano hay amplias volutas de apoyo a las estatuas de sátiros que sustentan el balcón del piano nobile, al estilo de cariátides. Entre los elementos decorativos destaca el gran escudo de armas de la familia Carafa della Spina. En las esquinas interiores de las columnas de la portada están tallados dos rostros, probablemente de personas relacionadas con los propietarios; en las bases, se encuentran dos esculturas de mármol con forma de monstruos marinos con las fauces abiertas, utilizados para apagar las antorchas.
El patio está decorado con columnas y distintos elementos arquitectónicos en roca piperno; en el lado izquierdo, apenas rebasado el zaguán, se abre la escalera monumental, que se asoma al patio interior a través de unos arcos de medio punto.